# Discografia di Joan Thiele
La discografia di Joan Thiele, cantautrice italiana, è costituita da due album in studio, una raccolta, due EP, venti singoli e quindici video musicali, pubblicati dal 2015.

## Album

### Album in studio
| Anno                                                         | Titolo | Classifiche |
| Anno                                                         | Titolo | ITA         |
| ------------------------------------------------------------ | --- | ----------- |
| 2018                                                         | Tango - Pubblicato: 15 giugno 2018 - Etichetta: Universal Italia - Formati: LP, download digitale, streaming               | —           |
| 2025                                                         | Joanita - Pubblicato: 21 febbraio 2025 - Etichetta: Numero Uno, Sony Italy - Formati: CD, LP, download digitale, streaming | 12          |
| "—" indica una pubblicazione non classificata in quel paese. | |             |

### Raccolte
| Anno | Titolo                                                                 |
| ---- | ---------------------------------------------------------------------- |
| 2022 | Atti - Pubblicato: 20 maggio 2022 - Etichetta: Undamento - Formati: LP |

## Extended play
| Anno                                                         | Titolo | Classifiche |
| Anno                                                         | Titolo | ITA         |
| ------------------------------------------------------------ | --- | ----------- |
| 2016                                                         | Joan Thiele - Pubblicato: 10 giugno 2016 - Etichetta: Universal Italia - Formati: CD, download digitale, streaming                | 91          |
| 2020                                                         | Operazione oro - Pubblicato: 19 marzo 2020 - Etichetta: Polydor Records, Universal Italia - Formati: download digitale, streaming | —           |
| "—" indica una pubblicazione non classificata in quel paese. | |             |

## Singoli

### Come artista principale
| Anno                                                         | Titolo                                       | Classifiche | Album di provenienza |
| Anno                                                         | Titolo                                       | ITA         | Album di provenienza |
| ------------------------------------------------------------ | -------------------------------------------- | ----------- | -------------------- |
| 2016                                                         | Save Me                                      | —           | Joan Thiele          |
| 2016                                                         | Taxi Driver                                  | —           | Joan Thiele          |
| 2016                                                         | Lost Ones                                    | —           | Joan Thiele          |
| 2017                                                         | Armenia                                      | —           | Tango                |
| 2017                                                         | Fire                                         | —           | Tango                |
| 2018                                                         | Polite                                       | —           | Tango                |
| 2019                                                         | Le vacanze                                   | —           | Operazione oro       |
| 2020                                                         | Puta                                         | —           | Operazione oro       |
| 2020                                                         | Bambina                                      | —           | Operazione oro       |
| 2020                                                         | Sempre la stessa                             | —           | Operazione oro       |
| 2021                                                         | Atto I - Memoria del futuro                  | —           | Atti                 |
| 2021                                                         | Atto II - Disordinato spazio                 | —           | Atti                 |
| 2021                                                         | Atto III - L'errore                          | —           | Atti                 |
| 2022                                                         | Proiettili (ti mangio il cuore) (con Elodie) | —           | OK. Respira          |
| 2024                                                         | Veleno                                       | —           | Joanita              |
| 2025                                                         | Eco                                          | 32          | Joanita              |
| 2025                                                         | Allucinazione                                | —           | Joanita              |
| "—" indica una pubblicazione non classificata in quel paese. |                                              |             |                      |

### Come artista ospite
| Anno                                                         | Titolo | Classifiche | Album di provenienza      |
| Anno                                                         | Titolo | ITA         | Album di provenienza      |
| ------------------------------------------------------------ | --- | ----------- | ------------------------- |
| 2019                                                         | Le ragazze di Porta Venezia - The Manifesto (Myss Keta feat. La Pina, Elodie, Priestess, Joan Thiele e Roshelle) | —           | Paprika                   |
| 2023                                                         | Verdad (Golden Years feat. Joan Thiele e Ele A)                                                                  | —           | Era spaziale              |
| 2025                                                         | Milano baby (Fabri Fibra feat. Joan Thiele)                                                                      | 68          | Mentre Los Angeles brucia |
| "—" indica una pubblicazione non classificata in quel paese. | |             |                           |

## Collaborazioni
| Anno                                                                  | Titolo                                                                              | Classifiche | Certificazioni                   | Unità          | Album di provenienza |
| Anno                                                                  | Titolo                                                                              | ITA         | Certificazioni                   | Unità          | Album di provenienza |
| --------------------------------------------------------------------- | ----------------------------------------------------------------------------------- | ----------- | -------------------------------- | -------------- | -------------------- |
| 2019                                                                  | Le ragazze di Porta Venezia Remix (Myss Keta feat. Elodie, Priestess e Joan Thiele) | —           |                                  |                | Paprika              |
| 2020                                                                  | No Privacy / No Caption Needed (Nitro feat. Joan Thiele)                            | 58          | GarbAge                          |                |                      |
| 2021                                                                  | Senza fiato (Mace feat. Venerus e Joan Thiele)                                      | 43          | - ITA: Oro                       | - ITA: 50 000+ | OBE                  |
| 2021                                                                  | No Bad Vibes ($omber feat. Joan Thiele)                                             | —           |                                  |                | /                    |
| 2022                                                                  | Futuro wow (Goedi Rmx) (Goedi feat. Joan Thiele)                                    | —           | Re orchestra EP                  |                |                      |
| 2022                                                                  | Intuizione sincerità (Ceri feat. Joan Thiele)                                       | —           | Waxtape                          |                |                      |
| 2023                                                                  | Lauryn Hill (Don Joe feat. Nicola Siciliano, Guè e Joan Thiele)                     | —           | Don dada                         |                |                      |
| 2023                                                                  | Fiore (Tropico feat. Joan Thiele)                                                   | —           | Chiamami quando la magia finisce |                |                      |
| 2023                                                                  | Forse domani (Colapesce Dimartino feat. Joan Thiele)                                | —           | Lux Eterna Beach                 |                |                      |
| 2024                                                                  | Viaggio contro la paura (Mace feat. Joan Thiele e Gemitaiz)                         | 73          | Māyā                             |                |                      |
| 2025                                                                  | Miraggio (Neffa feat. Joan Thiele e Gemitaiz)                                       | ―           | Canerandagio parte 1             |                |                      |
| 2025                                                                  | Che storia sei? (Shablo feat. Joan Thiele e Nayt)                                   | ―           | Manifesto                        |                |                      |
| "—" indica una pubblicazione che non si è classificata in quel paese. |                                                                                     |             |                                  |                |                      |

## Autrice e produttrice per altri artisti
| Anno | Titolo        | Ruolo                 | Artista                         | Album di provenienza |
| ---- | ------------- | --------------------- | ------------------------------- | -------------------- |
| 2019 | C'è da fare   | Partecipazione vocale | Kessisoglu & Friends per Genova | /                    |
| 2020 | Como By Night | Partecipazione vocale | Generic Animal                  | Presto               |
| 2021 | Cosplayer     | Partecipazione vocale | Marracash                       | Noi, loro, gli altri |
| 2021 | Noi           | Partecipazione vocale | Marracash                       | Noi, loro, gli altri |
| 2022 | OK. Respira   | Scrittura del brano   | Elodie                          | OK. Respira          |
| 2023 | Boy Boy Boy   | Scrittura del brano   | Elodie                          | OK. Respira          |
| 2023 | Red Light     | Scrittura del brano   | Elodie                          | Red Light            |
| 2023 | Euphoria      | Scrittura del brano   | Elodie                          | Red Light            |
| 2025 | Thaurus       | Scrittura del brano   | Elodie                          | Mi ami mi odi        |

## Video musicali
| Anno | Titolo                                      | Regista/i                                      |
| ---- | ------------------------------------------- | ---------------------------------------------- |
| 2016 | Save Me                                     | Giada Bossi                                    |
| 2016 | Taxi Driver                                 | Fabrizio Conte                                 |
| 2016 | Lost Ones                                   | Giada Bossi                                    |
| 2017 | Armenia                                     | Giulia Achenza e Giada Bossi                   |
| 2017 | Fire                                        | Giada Bossi                                    |
| 2018 | Polite                                      | Federico Brugia                                |
| 2019 | Le vacanze                                  | Simone Rovellini                               |
| 2019 | Le ragazze di Porta Venezia - The Manifesto | Simone Rovellini                               |
| 2020 | Puta                                        | Tommaso Ottomano                               |
| 2020 | Sempre la stessa                            | Gio Positivo                                   |
| 2021 | Futuro Wow                                  | Giovanni Viganò, Roberto Ortu e Martina Abbado |
| 2022 | Proiettili (ti mangio il cuore)             | Roberto Ortu                                   |
| 2024 | Veleno                                      | Bianca Peruzzi                                 |
| 2025 | Eco                                         | Roberto Ortu                                   |
| 2025 | Allucinazione                               | Roberto Ortu                                   |